# Ли Чаолан
Ли Чаолан (кит. 李超狼 Ли Чаолань, англ. Lee Chaolan) — вымышленный персонаж из серии видеоигр в жанре файтинг Tekken. Он является сиротой, усыновлённым Хэйхати Мисимой, главы корпорации Мисима Дзайбацу, развившим одностороннее соперничество со своим приёмным братом Кадзуей Мисимой. Поражение Кадзуи — ключевая цель Ли на момент участия в турнирах «Король Железного Кулака». С момента его дебюта в Tekken, Ли появлялся во всех последующих играх серии, за исключением Tekken 3. В нескольких частях франшизы, он также действует под псевдонимом Вайолэт, в то время как его альтер эго является отдельным играбельным персонажем. Вне игровой серии, Ли появился в двух анимированных фильмах Tekken и получил положительные отзывы за яркую личность.

## Появления
Сирота из Китая Ли Чаолан был усыновлён Хэйхати Мисимой, после чего главной целью его жизни стала победа над родным сыном Хэйхати, Кадзуей Мисимой, в связи с чем он принимал участие в различных турнирах «Король Железного Кулака» на протяжении всей серии Tekken. Хэйхати планировал сделать из него соперника для Кадзуи, который, по его мнению, был недостаточно силён, чтобы возглавить Мисима Дзайбацу. Ли обучался в Соединённых Штатах, вместе с Полом Фениксом и Маршаллом Ло. После того, как Кадзуя захватил контроль над компанией, Ли стал его секретарём, а также управлял телохранителями Кадзуи и наблюдал за экспериментами Доктора Босконовича, в то же время помышляя отнять Дзайбацу у брата. Впоследствии он был изгнан Хэйхати, который строго запретил вмешательство в дела Мисима Дзайбацу, угрожая участью Кадзуи, а также отрёкся от него, что вынудило Ли уйти из борьбы и заняться карьерой в области робототехники.
Ли вернулся в Tekken 4 удачливым бизнесменом, став генеральным директором собственной робототехнической компании. Узнав, что конкурирующую с Мисима Дзайбацу Корпорация G была атакована Tekken Force, Ли принял участие в четвёртом турнире «Король Железного Кулака», выступая под псевдонимом Вайлолэт, чтобы скрыть свою личность, попутно надеясь испытать новый экспериментальный образец под кодовым названием Комбот. Тем не менее, он был быстро побеждён Кадзуей, которого считал погибшим, а затем узнал, что кто-то другой контролировал Дзайбацу в отсутствие Хэйхати. Полагая, что это был Кадзуя, Ли присоединился к пятому турниру «Король Железного Кулака» в Tekken 5, желая отомстить ему, однако, узнав, что за его организацией стоял отец Хэйхати, Дзинпати Мисима, Ли потерял интерес к турниру и вернулся к своему бизнесу. После того, как Кадзуя стал официальным главой Корпорации G, Ли принял участие в следующем турнире «Король Железного Кулака», чтобы вновь попытаться сразиться с ним. В режиме «Кампания» он объединился с Джулией Чан, Ларсом Александерссоном и дочерью-андроидом Доктора Босконовича, Алисой, во имя общей цели остановить Кадзую и Дзина Кадзаму, однако он и Ларс не знали, что Алиса была создана для защиты Дзина, из-за чего ей пришлось атаковать Ларса. После разрушения Алисы, Ли пообещал Ларсу восстановить её тело за счёт средств своей компании. В Tekken 7 Ли удалось починить Алису, однако её система оказалась повреждена, из-за чего она напала на него. Победив Алису, Ли отправил её на повторный ремонт. В то время как Алиса была полностью восстановлена, Ларс доставил бессознательное тело Дзина Кадзамы в Violet Systems. Впоследствии Ли предотвратил попытки похищения Дзина отрядам Мисима Дзайбацу, возглавляемыми Ниной Уильямс. Когда Дзин пришёл в себя, он объединился с Ли, Ларсом и Алисой, пообещав положить конец развязанной им войне и остановить Кадзую.
Также Ли появился в неканонических играх серии Tekken Tag Tournament, Tekken Tag Tournament 2, Tekken 3D: Prime Edition и Tekken Revolution. 

### Дизайн и геймплей

Альтер эго Ли Вайлэт в Tekken Tag Tournament 2

В первой части Tekken Ли носил простую пурпурную жилетку и чёрные штаны, цветовая гамма которых регулярно использовалась в одежде персонажа в последующих играх. В Tekken 4 был одет в более строгую одежду: фиолетовая рубашка, белый жилет и штаны того же оттенка. Первый костюм Ли из Tekken 5 представлял собой воссозданную экипировку из первой части, дополненную майкой в сеточку и чёрным воротником. Альтернативный костюм из Tekken 5 был спроектирован мангакой и дизайнером персонажей Рёдзи Минагавой. Вплоть до Tekken Tag Team Tournament 2 Ли носил чёрный кожаный жилет с вышитым на спине единорогом. В Tekken 7 он был одет в костюм с галстуком поверх длинного фиолетового пальто. На протяжении всей серии постоянной особенностью Ли были его серебряные волосы, перекрашенные в тёмно-фиолетовые, когда он выступал под именем Вайлэт, надевая фиолетовую рубашку с раскрытой грудью и солнцезащитные очки. В ответ на фанатский твит о включении Ли в Tekken 7, продюсер серии Кацухиро Харада пошутил, что разработчикам предстоит добавить «130 персонажей», чтобы удовлетворить запросы фанатов.
По мнению GameSpy, некруглые арены в Tekken 4 и Tekken 5 представляют собой неудобство для игроков, играющих для Ли, причислив его к «наиболее быстрым персонажам игры» с «хорошими комбо-ударами». Относительно игры за Ли в Tekken 6 сайт заявил: «Ли наилучшим образом использует Окиземе», отметив, что «его атаки рассчитаны на средний диапазон и аналогичного уровня урон». В 2013 году 1UP.com написал: «Игра с сознанием вашего оппонента является одной из особенностей Ли. При выполнении жонглирования, у вас появляется возможность управлять вашим противником, оставаясь на земле, откатываясь назад или возвращаясь обратно». В Tekken Tag Tournament 2 присутствует режим «Лаборатория боя», в котором игрок контролирует действия робота Комбота под руководством Вайлэта и сталкивается с множеством причудливых противников.

### Другие появления
Ли появляется в аниме-фильме Tekken: The Motion Picture в качестве одного из главных антагонистов. Хэйхати планирует передать управление Мисима Дзайбацу Кадзуе, если тому удастся победить, в то время как Ли рассчитывает оставаться единственным наследником, в связи с чем нанимает убийц Нину и Анну Уильямс, чтобы избавиться от своего брата, однако те неоднократно терпят неудачи. Во время турнира, Ли проверяет новые эксперименты на участниках: учёные под его руководством создают гуманоидных динозавров, под кодовым названием Рекс (основаны на Алексе). Его план проваливается, когда Кадзуя убивает генно-модифицированных существ, прежде чем спугнуть последнего. Ли преграждает путь брату у ворот в башню Мисима, но Кадзуя побеждает его одним ударом, после чего Хэйхати наказывает его за бесполезность. Одержимый жаждой власти, Ли проникает в башню и убивает всех сотрудников службы безопасности, а затем активирует режим самоуничтожение. Взрыв вызывает цепную реакцию, уничтожающую весь остров, в том числе и самого Ли. В японской версии он был озвучен Синъитиро Мики, а в английской — Дэвидом Стоки. 
В анимационном фильме Tekken: Blood Vengeance Ли является второстепенным персонажем, выступая в качестве богатого и эксцентричного учителя в Киотской Международной школе. Ли помогает Лин Сяоюй, Алисе Босконович и Панде, предоставляя им укрытие в своём особняке, большая часть которого была впоследствии уничтожена во время конфронтации сестёр Уильямс. В японской версии он был озвучен Рётаро Окиаю, а в английской — Кадзи Тангом.

## Отзывы и мнения
«Хотя Ли был не особо интересен в ранних играх, его возвращение в сюжет [в Tekken 4] привело к тому, что он стал одним из лучших комедийных персонажей, которые могут существовать. Все его концовки в последних трёх играх сводятся к случайном унижению Хэйхати. Также он периодически появляется на фоне других концовок — обычно в комедийной роли — реагируя на происходящие с улыбкой и поднимая палец вверх. Они действительно должны сделать игру [Tekken] о нём.»
В 2008 году сайт News.com.au причислил Ли в число 10 самых сексуальных персонажей из компьютерных игр, поставив его на третье место. В 2012 году Complex причислил его как самого возвышающегося персонажа в файтингах, комментируя: «Приемный сын Хэйхати и человек, который изобрел награбленный стиль из других боевых искусств». Том Гултер из GamesRadar высказался об усыновлении Ли семьёй Мисима: «Мне кажется, что вся сюжетная линия Tekken не являлась бы таковой, если бы кто-то только дал молодому Хэйхати какую-нибудь хорошую литературу о воспитании», комментируя: «Я сомневаюсь, что вы будете думать, что он боец, когда вы увидите парня, носящего плотно прилегающую ажурную майку под фиолетовой кожаной курткой». Гэвин Джаспер из 4thletter поместил концовку Ли из Tekken Tag Tournament 2, в которой он, одетый в смокинг, беззаботно устраняет группу солдат, прогуливаясь по территории лаборатории роботехники вместе со своей помощницей, на 125-е место в своём рейтинге «200 концовок в видеоиграх», добавляя: «Когда люди описывают кого-то как «босса», они действительно сравнивают его с Ли Чаоланом». Майк Луис из International Business Times заявил, что включение Ли в Tekken 7 станет «изюминкой» игры. Рич Найт из Complex поместил появление Ли в Tekken: Blood Vengeance на 5-е место в списке «безумий серии Tekken» в 2012 году, прокомментировав: «Ли, вероятно, один из самых странных персонажей, которых мы когда-либо видели, так как он периодически вытягивает большой палец вверх и называет молодых девушек своими «кисками». Чарльз Уэбб из MTV.com охарактеризовал особняк Ли из фильма как «определение „крутости“». В официальном опросе, проведённом компанией Namco, Ли попал в десятку наиболее ожидаемых персонажей серии Tekken для будущей игры Tekken X Street Fighter, набрав 9,28% голосов.